# Cape Breton Regional Municipality
Cape Breton Regional Municipality (CBRM) ist ein Zusammenschluss mehrerer Städte der Provinz Nova Scotia in Kanada zu einer Verwaltungseinheit mit 94.285 Einwohnern (Stand: 2016) und schließt einen Teil der Kap-Breton-Insel ein.
Die Verwaltungseinheit, die 2011 etwa 97.000 Einwohner hatte, wurde am 1. August 1995 im Cape Breton Regional Municipality Act beschlossen und ist nun nach der Halifax Regional Municipality die zweitgrößte der Provinz. Im Jahr  2006 gab es 4.670 (d. h. ca. 4,6 %) den  Nordamerikanischen Indianern zugehörige Einwohner.
Da sich die Verwaltungseinheit im Westen bis an den Bras d’Or Lake erstreckt, liegen auch Teile des Biosphärenreservat Bras d’Or Lake in ihrem Bereich.

## Ehemalige Städte und Gemeinden
- Sydney
- Dominion
- Glace Bay
- New Waterford
- North Sydney
- Sydney Mines
- Louisbourg
- Municipality of the County of Cape Breton